# 单花老鹳草

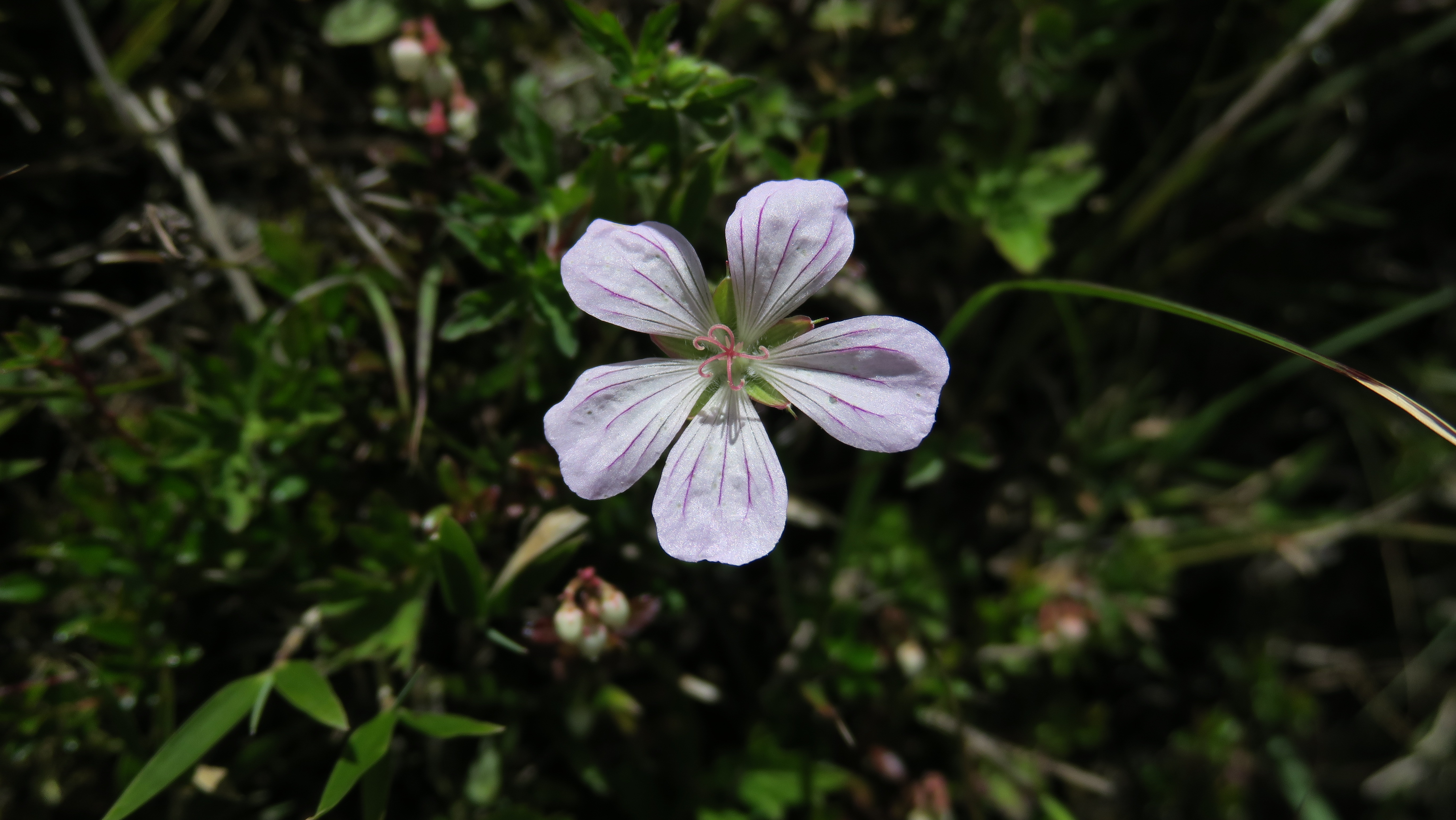
Geranium hayatanum(中文俗名：早田氏牻牛兒苗)

（學名：Geranium hayatanum）又名單花香葉草、早田氏牻牛兒苗、高山牻牛兒苗、早田氏香葉草，为牻牛儿苗科（又稱香葉草科）老鹳草属的植物，为台灣的特有植物。

## 歷史
此種植物最早採集紀錄是永澤定一於1905年11月在玉山上採集。當初早田文藏將永澤定一所採集的標本以及川上氏、森丑氏於1906年10月採集的標本，定名為Geranium uniflorum，此種小名意即「單花的」。後來Ohwi為紀念早田文藏，於1993年再改名，中文俗名稱之為「早田香葉草」，而拉丁文種小名───hayatanum，即「早田氏的」。

## 生態
多年生宿根性草本植物，帶狀匍匐叢生於地表，生長於海拔3000公尺以上的山區，雖其海拔分布廣泛，但生育地要求嚴苛。需要陽光充足的岩屑地，搭配玉山圓柏或玉山箭竹的矮盤灌叢林緣地帶，屬於玉山圓柏的伴生物種，藉此，鈴木時夫等人，更將單花牻牛兒草訂為玉山圓柏的環境因子指標物種。植株生長於高山，因高山風大，則須仰賴玉山圓柏的灌木的保護，可免於強風且具有保濕作用；若在高山草原上，玉山箭竹叢也有同樣保護的功能，但箭竹的體型不能太高大，否則會影響其生長。此為灌叢體型植群的特定分化種。

## 物候
4到5月間，抽新芽、成長；6到8月開花；9到10月開始花殘、結果，以致地上部枯萎。

## 形態
葉緣潤圓形，葉形具有深齒裂，且裂成5至6小片。葉柄長1至 5公分。葉表面散生毛絨。莖柔軟帶毛，其柔軟特質可向伴生物種的孔隙光斑處生長。花具有長梗的單朵頂生花。萼片5枚。花瓣5枚，花瓣呈淡粉紅至粉紅色。果具長喙的蒴果。於9至10月地上部枯萎時，蒴果開裂會上捲，以利傳播種子。萼片宿存。

## 扩展阅读
- 維基物種上的相關：單花牻牛兒苗
- 林文智. . 自然叢書 淑馨出版社.
- 陳玉峰. . 晨星出版.